# Marco Caligiuri
Marco Caligiuri (Villingen-Schwenningen, 14 aprile 1984) è un ex calciatore tedesco di origine italiana, di ruolo centrocampista.

## Biografia
È nato in Germania da genitori originari di San Nicola dell'Alto (KR). È il fratello maggiore di Daniel Caligiuri, anche lui calciatore.

## Carriera

### Club
Durante la sua carriera ha giocato con varie squadre di club, tra cui il Magonza, in cui si è trasferito nel 2010. Il 12 maggio 2014, dopo la retrocessione dell'Eintracht Braunschweig in Zweite Liga, il centrocampista si libera dal contratto, che prevedeva la rescissione in caso di relegazione, rimanendo così svincolato.
Nel 2014 viene comprato dal Greuther Fürth.

### Nazionale
Tra il 2004 e il 2005 ha fatto parte della nazionale tedesca Under-20, scendendo in campo in 11 occasioni e segnando 3 gol.